# Estisch voetbalelftal in 1924
Het Estisch voetbalelftal speelde in totaal zeven officiële interlands in het jaar 1924, waaronder één duel bij de Olympische Spelen in Parijs. Vier jaar eerder had de nationale ploeg van het Baltische land de eerste officiële interland uit de geschiedenis gespeeld: op 17 oktober 1920 in en tegen Finland (6-0 nederlaag). Bij de Spelen in Parijs stond de selectie onder leiding van de Hongaarse bondscoach Ferenc Kónya.

## Balans
| Wedstrijden | Wedstrijden | Wedstrijden | Wedstrijden | Doelpunten | Doelpunten | Doelpunten | Punten |
| Gespeeld    | Winst       | Gelijk      | Verlies     | Voor       | Tegen      | Saldo      | Punten |
| ----------- | ----------- | ----------- | ----------- | ---------- | ---------- | ---------- | ------ |
| 7           | 0           | 0           | 7           | 5          | 21         | –16        | 0.000  |

## Interlands
|                                                  |         |                  |                  |                                                                                                |
| 25 mei Olympische Spelen № 11 «onderlinge duels» | Estland | 0 – 1            | Verenigde Staten | Stade Général John Joseph Pershing, Parijs Toeschouwers: 8.110 Scheidsrechter: Paul Putz (BEL) |
| 25 mei Olympische Spelen № 11 «onderlinge duels» |         | 16' Andy Straden |                  | Stade Général John Joseph Pershing, Parijs Toeschouwers: 8.110 Scheidsrechter: Paul Putz (BEL) |

|                                                  |                  |       |                           |                                                                                                 |
| 3 juni Vriendschappelijk № 12 «onderlinge duels» | Estland          | 1 – 3 | Ierse Vrijstaat           | Stade Olympique de Colombes, Colombes Toeschouwers: 3.000 Scheidsrechter: Yussuf Muhammad (EGY) |
| 3 juni Vriendschappelijk № 12 «onderlinge duels» | Oskar Üpraus 37' |       | Doelpuntenmakers onbekend | Stade Olympique de Colombes, Colombes Toeschouwers: 3.000 Scheidsrechter: Yussuf Muhammad (EGY) |

|                                                   |                  |       |                                                                           |                                                                                   |
| 19 juni Vriendschappelijk № 13 «onderlinge duels» | Estland          | 1 – 4 | Turkije                                                                   | Kalevi Staadion, Tallinn Toeschouwers: 5.500 Scheidsrechter: Julius Reinans (EST) |
| 19 juni Vriendschappelijk № 13 «onderlinge duels» | Oskar Üpraus 38' |       | 30' Sabih Arca 69' Bedri Gürsoy 72' Zeki Rıza Sporel 75' Zeki Rıza Sporel | Kalevi Staadion, Tallinn Toeschouwers: 5.500 Scheidsrechter: Julius Reinans (EST) |

|                                                   |                                                                                     |       |                               |                                                                                   |
| 25 juli Vriendschappelijk № 14 «onderlinge duels» | Zweden                                                                              | 5 – 2 | Estland                       | Olympiastadion, Stockholm Toeschouwers: 4.000 Scheidsrechter: Gösta Löfgren (SWE) |
| 25 juli Vriendschappelijk № 14 «onderlinge duels» | Algot Haglund 22' Tore Keller 40' Per Kaufeldt 49' Rudolf Kock 72' Per Kaufeldt 89' |       | 2' Oskar Üpraus 47' Hugo Väli | Olympiastadion, Stockholm Toeschouwers: 4.000 Scheidsrechter: Gösta Löfgren (SWE) |

|                                                       |                  |       |                                            |                                                                                  |
| 24 augustus Vriendschappelijk № 15 «onderlinge duels» | Estland          | 1 – 2 | Litouwen '                                 | Kalevi Staadion, Tallinn Toeschouwers: 3.500 Scheidsrechter: Jānis Rēdlihs (LAT) |
| 24 augustus Vriendschappelijk № 15 «onderlinge duels» | Oskar Üpraus 58' |       | 34' Valteris Krigas 71' Viljamas Seidleris | Kalevi Staadion, Tallinn Toeschouwers: 3.500 Scheidsrechter: Jānis Rēdlihs (LAT) |

|                                                        |                                                                      |       |         |                                                                                       |
| 14 september Vriendschappelijk № 16 «onderlinge duels» | Finland                                                              | 4 – 0 | Estland | Töölön Pallokenttä, Helsinki Toeschouwers: 4.000 Scheidsrechter: Axel Bergqvist (SWE) |
| 14 september Vriendschappelijk № 16 «onderlinge duels» | Yrjö Kanerva 20' Eino Soinio 50' Aulis Koponen 65' Aulis Koponen 85' |       |         | Töölön Pallokenttä, Helsinki Toeschouwers: 4.000 Scheidsrechter: Axel Bergqvist (SWE) |

|                                                      |                                        |       |         |                                                                              |
| 18 oktober Vriendschappelijk № 17 «onderlinge duels» | Letland                                | 2 – 0 | Estland | ASK Stadions, Riga Toeschouwers: 4.000 Scheidsrechter: Dieter Grünbaum (AUT) |
| 18 oktober Vriendschappelijk № 17 «onderlinge duels» | Aleksandrs Ābrams 27' Edvīns Bārda 33' |       |         | ASK Stadions, Riga Toeschouwers: 4.000 Scheidsrechter: Dieter Grünbaum (AUT) |

## Statistieken
| August Lass          | 1903-08-16 | JK Kalev Tallinn  | 6 | 0 | 0 | 15 | 0 |
| Evald Tipner         | 1906-03-13 | SK Tallinna Sport | 1 | 0 | 0 | 1  | 0 |
| Verdediging          |            |                   |   |   |   |    |   |
| Otto Silber          | 1893-03-17 | Tallinna JK       | 7 | 0 | 0 | 14 | 0 |
| Elmar Kaljot         | 1901-11-15 | JK Kalev Tallinn  | 5 | 0 | 0 | 8  | 2 |
| Bernhard Rein        | 1897-11-19 | SK Tallinna Sport | 5 | 0 | 0 | 10 | 0 |
| Johannes Lello       | 1895-11-13 | JK Kalev Tallinn  | 2 | 1 | 0 | 3  | 0 |
| Ralf Liivar          | 1903-04-02 | JK Kalev Tallinn  | 1 | 0 | 0 | 1  | 0 |
| Middenveld           |            |                   |   |   |   |    |   |
| Hugo Väli            | 1902-06-19 | JK Kalev Tallinn  | 7 | 0 | 1 | 9  | 1 |
| Harald Kaarman       | 1901-12-12 | JK Kalev Tallinn  | 7 | 0 | 0 | 16 | 0 |
| Arnold Pihlak        | 1902-07-17 | JK Kalev Tallinn  | 6 | 0 | 0 | 12 | 0 |
| Alfei Jürgenson      | 0000-00-00 | Tallinna JK       | 3 | 0 | 0 | 3  | 0 |
| Heinrich Paal        | 1895-06-26 | SK Tallinna Sport | 3 | 0 | 0 | 12 | 2 |
| Eugen Einman         | 1905-10-06 | SK Tallinna Sport | 2 | 0 | 0 | 2  | 0 |
| Voldemar Rõks        | 0000-00-00 | JK Kalev Tallinn  | 2 | 0 | 0 | 2  | 0 |
| Aanval               |            |                   |   |   |   |    |   |
| Oskar Üpraus         | 1898-10-12 | SK Tallinna Sport | 6 | 0 | 4 | 14 | 5 |
| Eduard Ellman-Eelma  | 1902-04-07 | JK Kalev Tallinn  | 4 | 0 | 0 | 7  | 1 |
| Ernst-Aleksandr Joll | 1902-09-16 | JK Kalev Tallinn  | 3 | 0 | 0 | 12 | 2 |
| Johannes Kihlefeldt  | 1901-11-23 | SK Tallinna Sport | 3 | 0 | 0 | 3  | 0 |
| Johannes Brenner     | 1906-01-16 | JK Kalev Tallinn  | 2 | 0 | 0 | 6  | 0 |
| Vladimir Tell        | 1899-07-27 | SK Tallinna Sport | 2 | 0 | 0 | 11 | 5 |

EJL · A-internationals · Bondscoaches · Statistieken · Estisch vrouwenelftal · Olympisch elftal · Estland U21 · Estland U20 · Estland U19 · Estland U18 · Estland U17 · Estland U16
1920 – 1929 ·
1930 – 1939 ·
1940 – 1949 ·
1950 – 1990 · 
1990 – 1999 ·
2000 – 2009 ·
2010 – 2019 ·
2020 − 2029
OS 1924
1920 ·
1921 ·
1922 ·
1923 ·
1924 ·
1925 ·
1926 ·
1927 ·
1928 ·
1929 · 
1930 · 
1931 · 
1932 · 
1933 · 
1934 · 
1935 · 
1936 · 
1937 · 
1938 · 
1939 · 
1940 · 
1941 · 
1942 · 
1943 · 1944 · 
1945 · 
1946 · 
1947 · 
1948 · 
1949 · 
1950 – 1990 · 
1991 · 
1992 · 
1993 · 
1994 · 
1995 · 
1996 · 
1997 · 
1998 · 
1999 · 
2000 · 
2001 · 
2002 · 
2003 · 
2004 · 
2005 · 
2006 · 
2007 · 
2008 · 
2009 · 
2010 · 
2011 · 
2012 · 
2013 · 
2014 · 
2015 · 
2016 ·
2017 ·
2018 ·
2019 ·
2020
Albanië ·
Andorra ·
Angola ·
Antigua en Barbuda ·
Argentinië ·
Armenië ·
Azerbeidzjan ·
België ·
Bosnië-Herzegovina ·
Brazilië ·
Bulgarije ·
Canada ·
Chili ·
China ·
Cyprus ·
Denemarken ·
Duitsland ·
Ecuador ·
Egypte ·
El Salvador ·
Engeland ·
Equatoriaal-Guinea ·
Faeröer ·
Fiji ·
Filipijnen ·
Finland ·
Frankrijk ·
Georgië · 
Gibraltar ·
Griekenland ·
Hongarije ·
Hongkong ·
Ierland ·
IJsland ·
Indonesië ·
Irak ·
Israël ·
Italië ·
Jordanië ·
Kazachstan ·
Kirgizië ·
Kroatië ·
Letland ·
Libanon ·
Liechtenstein ·
Litouwen ·
Luxemburg ·
Malta ·
Marokko ·
Mexico ·
Moldavië ·
Montenegro ·
Nederland ·
Nieuw-Caledonië ·
Nieuw-Zeeland ·
Noord-Ierland ·
Noord-Macedonië ·
Noorwegen ·
Oekraïne ·
Oezbekistan ·
Oman ·
Oostenrijk ·
Polen ·
Portugal ·
Qatar ·
Roemenië ·
Rusland ·
Saint Kitts en Nevis ·
San Marino ·
Saoedi-Arabië ·
Schotland ·
Servië ·
Slovenië ·
Slowakije · 
Spanje ·
Tadzjikistan ·
Thailand ·
Trinidad en Tobago ·
Tsjechië ·
Turkije ·
Turkmenistan ·
Uruguay ·
Vanuatu ·
Venezuela ·
Verenigde Arabische Emiraten ·
Verenigde Staten ·
Vietnam ·
Wales ·
Wit-Rusland ·
Zweden ·
Zwitserland